# Миколай Гомулка

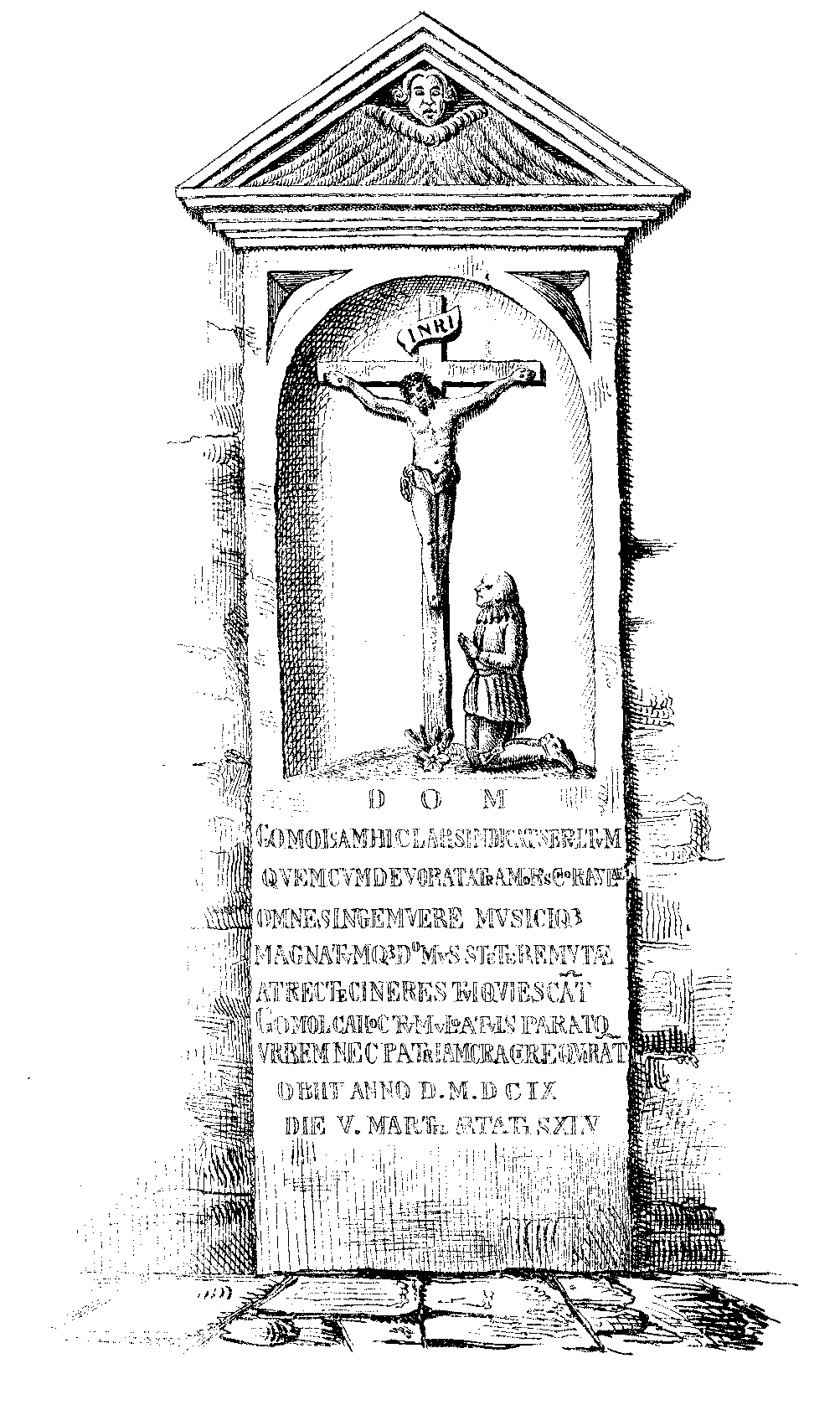
Рисунок надгробка М. Ґомулки

Миколай Гомулка (або Ґомулка; пол. Mikołaj Gomółka, 1535[джерело?], Радошки під Сандомиром, Польща — 5 березня 1609, м. Язловець, нині село Бучацького району, Україна) — польський композитор і інструменталіст доби Ренесансу. Його часто називали «польським Палестрино».

## Життєпис
Був відомим виконавцем на органі, лютні, флейті та інших інструментах.
Його часто називали «польським Палестрино». 
На думку Руслана Підставки та Олега Рибчинського, Миколая Гомулку поховали на цвинтарі біля домініканського костелу Внебовзяття Пресвятої Діви Марії в Язловці — родовій усипальниці Язловецьких. Надгробок з надписом з цвинтаря перенесли до костелу.

## Доробок
Автор «Мелодій на псалтир польський» (пол. «Melodiae па psalterz polski przez Mikolaja Gomolke uczynione», 1580 р.; на замовлення краківського єпископа Мєшковського) — збірки 150-ти 4-голосних творів на «Давидів Псалтир» Яна Кохановського, збірника «Мелодиї польського псалтиря» на слова Я. Кохановского (цикл із 150 пісень). Написані для 4-голосного хору (чи вокального квартету) без музичного супроводу.